# Heinz-Gerhard Haupt

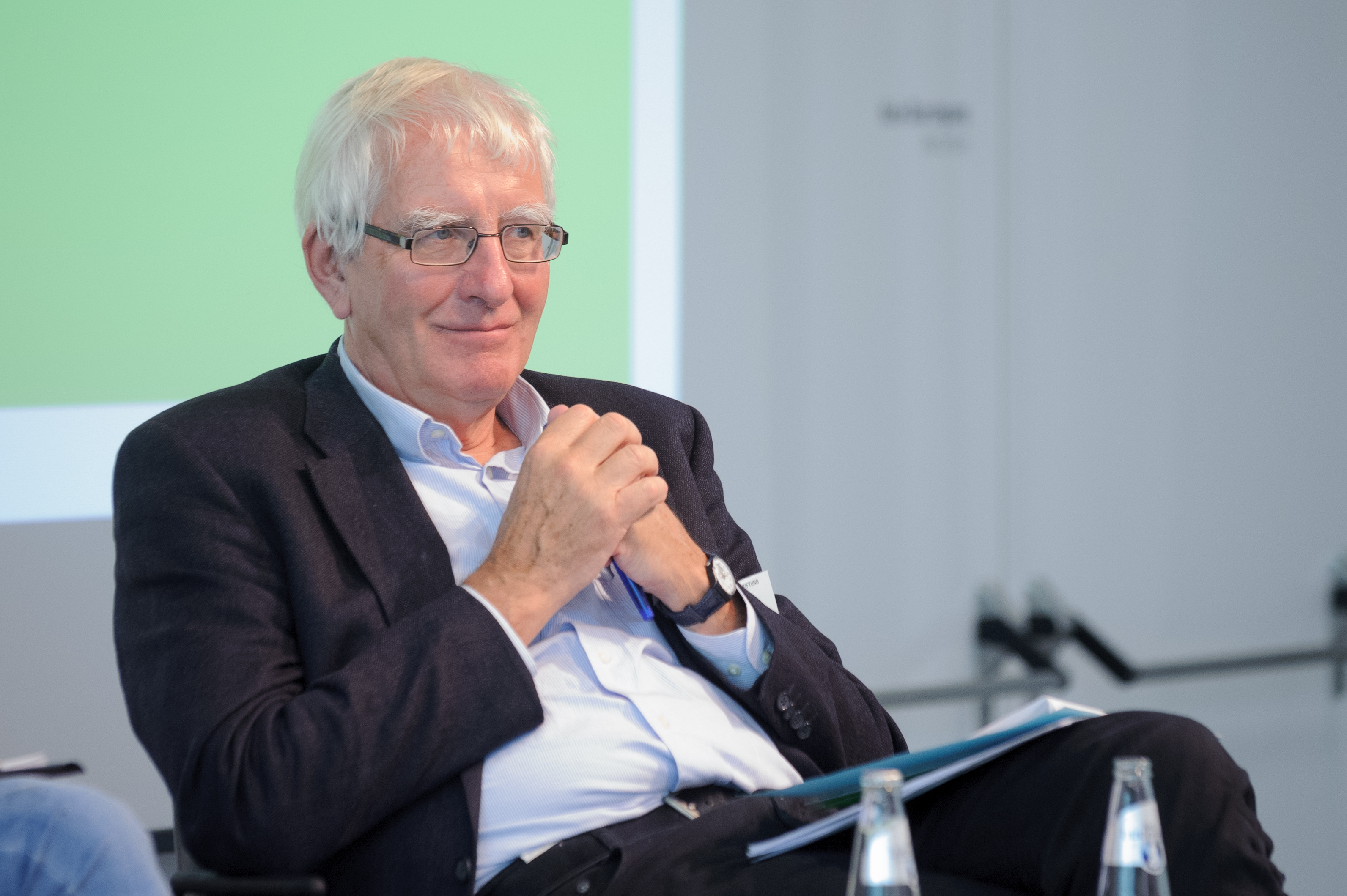
Heinz-Gerhard Haupt (2012)

Heinz-Gerhard Haupt nasceu em 21 de março de 1943 em Göttingen . É um historiador e acadêmico alemão amplamente reconhecido pelo seu trabalho na área de história contemporânea, principalmente no que diz respeito à história social e política. Ele é conhecido por suas contribuições significativas para a compreensão das mudanças sociais, políticas e culturais que ocorreram na Europa no século XIX e XX. Desde 1998 é professor de história social na Faculdade de História, Teologia e Filosofia da Universidade de Bielefeld . 

## Academia
Heinz-Gerhard Haupt é professor de história social na Universidade de Bielefeld, mas até 30 de agosto de 2011 no Instituto Universitário Europeu  em Florença . Lidera dois projetos de pesquisa do Centro de Pesquisa Colaborativa 584 “O Político como Espaço de Comunicação na História”. Ele é co-candidato da unidade de pesquisa “Violência Juvenil” da Fundação Alemã de Pesquisa e membro do conselho do Instituto de Pesquisa Interdisciplinar sobre Conflito e Violência .  A sua investigação centra-se na história e nas relações entre nacionalismo e religião na Europa, na história do consumo europeu dos séculos XIX e XX e na história da violência política na Europa desde 1800.

## Pesquisas
- Violência política na Alemanha e na França, 1870-1914 (Collaborative Research Center 584, 2008–2012)
- Unidade Internacional de Pesquisa “Controle da Violência” (Centro de Pesquisa Interdisciplinar, 2007–2008)
- Violência na Alemanha e na França, 2ª metade do século XIX (Collaborative Research Center 584, 2004–2008)
- Radicalização política na Europa (Fórum Europeu no Instituto Universitário Europeu, 2007–2008)

## Publicações selecionadas
- com Wilhelm Heitmeyer, S.Malthaner e A. Kirschner, eds. 2010. Controle da Violência. Perspectivas Históricas e Internacionais das Sociedades Modernas. Nova York: Springer.
- com J. Kocka. 2010. Comparação e além. Tradições, escopo e perspectivas da história comparada. Em História Comparada e Transnacional. Abordagens da Europa Central e Novas Perspectivas, eds. H.-G. Haupt e Jürgen Kocka, 1–30. Nova York: Berghahn.
- com N. Bulst e I. Gilcher-Holthey, eds. 2008. Gewalt im politischen Raum [Violência no Espaço Político]. Frankfurt a. M.: campus.
- com K. Weinhauer e J. Requate, eds. 2007. Terrorismo na Bundesrepublik. Medien, Staat und Subkulturen no ano de 1970. [Terrorismo na República Federal da Alemanha: Mídia, Estado e Subculturas na década de 1970.] Frankfurt a. M.: campus.
- com R. Gerwardt, eds. 2006. Terrorismo na Europa do Século XX: Perspectivas Comparativas e Transnacionais. Edição especial Revue Européenne d'Histoire 14(3): 275–281.
- com U. Frevert, eds. 2005. Neue Politikgeschichte [Nova História Política]. Frankfurt a. M.: campus.
- com Christoph Gusy, eds. 2005. Exklusion und Partizipation – Politische Kommunikation im historischen Wandel [Exclusão e Participação – Comunicação Política em Transição Histórica]. Frankfurt a. M.: campus.
- Ed. 2004. Au bonheur des Allemands. Edição especial: Le Mouvement social 206
- com D. Langewiesche, eds. 2004. Nação e Religião na Europa. Mehrkonfessionelle Gesellschaften em 19 e 20. Jahrhundert. [Nação e Religião na Europa. Sociedades Multiconfessionais nos Séculos XIX e XX]. Frankfurt/Nova York: campus
- 2001. “História Comparada” e “História da Violência”. Na Enciclopédia Internacional de Ciências Sociais e Comportamentais, eds. Neil Smelser e PB Baltes, 2397–3403 e 16196–16202. Oxford: Pérgamo
- Veja também publicações com Geoffrey Crossick